# ساشا غوتسمانوف
ساشا غوتسمانوف (بالإنجليزية: Sasha Gotsmanov)‏ (بالروسية: Саша Гоцманов)‏ هو لاعب كرة قدم بيلاروسي وأمريكي في مركز الهجوم، ولد في 19 سبتمبر 1982 في مينسك في بيلاروس. لعب مع كولورادو رابيدز.

## وصلات خارجية
- ساشا غوتسمانوف على موقع الدوري الأمريكي (الإنجليزية)
- ساشا غوتسمانوف على موقع قاعدة بيانات كرة القدم.إي يو (الإنجليزية)